# 983 (szám)
A 983 (római számmal: CMLXXXIII) egy természetes szám, prímszám.

## A szám a matematikában
A tízes számrendszerbeli 983-as a kettes számrendszerben 1111010111, a nyolcas számrendszerben 1727, a tizenhatos számrendszerben 3D7 alakban írható fel.
A 983 páratlan szám, prímszám. Biztonságos prím. Normálalakban a 9,83 · 102 szorzattal írható fel.
Mírp. Pillai-prím.
Szigorúan nem palindrom szám.
A 983 négyzete 966 289, köbe 949 862 087, négyzetgyöke 31,35283, köbgyöke 9,94301, reciproka 0,0010173. A 983 egység sugarú kör kerülete 6176,37116 egység, területe 3 035 686,424 területegység; a 983 egység sugarú gömb térfogata 3 978 773 005,9 térfogategység.
A 983 helyen az Euler-függvény helyettesítési értéke 982, a Möbius-függvényé −1.